# Sběrný kroužek

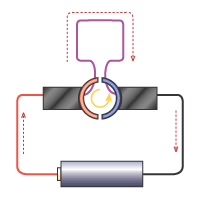
Komutátor přivádějící z baterie v dolní části elektrický proud do cívky v rotoru v horní části.

Sběrný kroužek je v elektrotechnice zařízení, které přivádí elektrický proud k rotující součásti, například u točivých elektrických strojů (elektromotor, dynamo) přivádí proud na rotor. Sběrný kroužek je tvořen z prstence z tvrdého kovu upevněného na hřídeli. Na prstenec doléhají uhlíky, které jsou na prstenec přitlačovány pružinou pro zajištění kontaktu. Na uhlíky jsou připevněny vodiče přivádějící elektrický proud. Prstenec je elektricky připojen k vývodu cívky nebo jinému elektrickému zařízení na hřídeli. Pro propojení elektrického okruhu jsou potřeba dva sběrné kroužky. U třífázových motorů jsou obvykle tři. Uhlíky se o kroužek otírají a je nutné je po určité době vyměnit, proto jsou sběrné kroužky typicky nejporuchovější součástí elektrických strojů.
U stejnosměrných motorů je sběrný kroužek rozdělen na vzájemně izolované lamely a nazývá se komutátor. Komutátor slouží pro přepojování napájení na cívky rotoru tak, aby byl zajištěn neustálý točivý moment. Komutátor je používán jen u menších motorů (hračky, domácí spotřebiče), protože uhlíky se opotřebovávají nejen otěrem o komutátor ale i jiskřením při přepojování jednotlivých cívek.